# Nikolay Krylov
Nikolay Mitrofanovich Krylov (em russo:  Николай Митрофанович Крылов, em ucraniano:  Микола Митрофанович Крилов; São Petersburgo, 29 de novembro de 1879 — Moscou, 11 de maio de 1955) foi um matemático russo.
É conhecido por seus trabalhos sobre interpolação, mecânica não-linear e métodos numéricos para solução de problemas da física matemática.

## Publicações
Krylov publicou mais de 200 artigos sobre análise e física-matemática, e dois livros:
- N. M. Krylov, Les Méthodes de Solution Approchée des Problèmes de la Physique Mathématique. Paris: Gauthier-Villars, 1931
- N. M. Krylov, N. N. Bogoliubov, Introduction to Nonlinear Mechanics. Princeton: Princeton University Press, 1947. ISBN 978-0-691-07985-1